# 平井松午
平井 松午（ひらい しょうご、1954年 - ）は、日本の地理学者（歴史地理学）。徳島大学総合科学部教授。現総合科学部長。日本地理学会代議員。

## 略歴
- 1977年3月 立命館大学文学部地理学科卒業
- 1979年3月 立命館大学大学院文学研究科地理学専攻修士課程修了
- 1982年3月 立命館大学大学院文学研究科博士課程後期単位取得満期退学
- 1982年4月 徳島大学教養部講師
- 1984年4月 徳島大学教養部助教授
- 1990年5月 文部省内地研究員（北海道大学文学部基礎文化論教室）
- 1993年4月 徳島大学総合科学部助教授
- 1998年4月 徳島大学総合科学部教授
- 2013年4月 徳島大学総合科学部学部長

## 所属学会
- 人文地理学会 （元編集委員, 元庶務委員, 協議員(4回)）
- 歴史地理学会 （元評議員, 元歴史地理学会賞選考委員会委員）
- 日本地理学会 （元代議員(2回), 元地図・絵図資料の歴史GIS研究グループ代表,元学会賞選考委員会委員）
- 地理科学学会 （元評議員）
- 北海道地理学会
- 吉野川学会
- 阿波学会 （元理事, 元紀要編集委員会(副委員長，委員長），元副会長）
- 立命館地理学会 （元編集委員(2回)）
- 徳島地方史研究会

## 所属団体・社会活動
- 文部省図書検定審議会 (元教科用図書検定審議会調査員)
- 大学入試センター 専門委員会(元委員)
- 徳島県立文書館 (元協議会委員, 元協議会副会長, 元会長)
- 徳島県立文書館 北海道移住関係資料調査委員会（元委員長)
- 建設省 四国歴史国道委員会（元委員)
- 徳島県教育委員会「歴史の道」調査委員会（元委員)
- 徳島県教育委員会 徳島県歴史の道整備活用総合計画策定委員会（元委員長)
- 徳島県教育委員会 いにしえ夢街道県民会議専門委員会（元委員）
- 徳島県教育委員会 指定管理候補者選対委員会　（元委員長）
- 徳島県 とくしま川づくり委員会 （元委員）
- 徳島大学生活協同組合 (元理事)
- 徳島GIS研究会 (元代表)
- 地域防災研究会 （元副会長)
- 四国地方の古地理調査 (協力者 〜2003年3月)
- 「四国のみち」協議会 (元座長)
- 徳島市立徳島城博物館協議会 (元副会長)
- 第28回日本文化デザイン会議'06inとくしま実行委員会 (幹事)
- 第22回国民文化祭徳島実行委員会吉野川文化探訪フェスティバル企画委員会 (副委員長)
- 国土地理院地理資料調査研究委員会（元委員）
- 吉野川学識者会議（元委員）
- 上勝町 重要文化的景観保護推進検討員会 (元委員長)
- 徳島県中世城館跡総合調査指導委員会 (元委員長)
- いにしえ夢街道推進委員会 (元委員)
- 法人徳島インターネット市民塾 (元理事)
- 独立行政法人日本学術振興会 (元科学研究費委員会専門委員・第一段審査委員(書面審査))
- 美馬市教育委員会 舞中島文化的景観保護検討委員　(元委員長)
- 国土交通省徳島河川工事事務所 吉野川文化景観懇話会（元委員）
- 元上勝町景観づくり審議委員
- 元上勝町樫原地区景観整備検討委員
- 元上勝町景観アドバイザー
- 美馬市 景観計画策定委員会(元委員）

## 著書・論文
- 「丹波地方におけるムラの規模·形態と同族集団」, 人文地理, Vol.30, No.6, 75〜85頁, 1878年
- 「丹波高地東部における宮座と村落構造」, --- 京都府京北町矢代地区を例として ---, 人文地理, Vol.32, No.5, 23〜43頁, 1980年
- 「徳島県出身北海道移民の研究」, --- とくに初期北海道移民の輩出過程および後続移民との結び付きについて ---, 人文地理, Vol.38, No.5, 1〜21頁, 1986年
- 「北海道移民にみる連鎖移住の構造」, --- 美唄市山形地区を例に ---, 地理学評論A, Vol.61, No.10, 727〜746頁, 1988年
- 「北海道における藍作農家の耕作地主化」, --- 伊達市篠原家を例に ---, 立命館地理学, No.1, 45〜59頁, 1989年
- 「北海道移民の定着と移動」, 日本の科学者, Vol.24, No.11, 36〜40頁, 1989年
- 「明治初期静内郡絵図に関する若干の考察」, 北海道地理, No.65, 27〜33頁, 1991年
- 「第二次世界大戦前における北海道移民の空間移動と定着状況」, 地理学評論A, Vol.64, No.7, 447〜471頁, 1991年
- 「北海道移民研究の課題」, --- 人口移動研究の側面から ---, 地方史研究, Vol.43, No.5, 2〜6頁, 1993年
- 「北海道への士族移住とその定着状況」, --- 徳島藩洲本城代稲田家々臣団を例に ---, 徳島地理学会論文集, No.2, 41〜59頁, 1997年
- 「徳島大学附属図書館蔵の「近世古地図·絵図コレクション」の来歴」, 徳島地理学会論文集, No.4, 179〜191頁, 2001年
- 「近代日本における移民の送出過程と多出地域の形成」, --- 北海道移民と海外移民との比較から ---, 歴史地理学, Vol.44, No.1, 20〜36頁, 2002年
- 「絵図資料論-絵図デジタル画像化とその可能性-」, 史窓, No.32, 35〜43頁, 2002年.
- 「国絵図·城下絵図の高精細画像を活用する」, --- 過去を知るためのGIS 第6回 ---, 地理, Vol.49, No.1, 86〜91頁, 2004年
- 「近代北海道の開発と移民の送出構造」, 札幌大学経済学部附属地域経済研究所, 札幌, 2006年
- 「近世初期城下町の成立過程と町割計画図の意義」, --- -徳島藩洲本城下町の場合- ---, 歴史地理学, Vol.51, No.1, 1〜20頁, 2009年
- 「城下町のGIS分析」, 情報処理学会研究報告 2009-CH-83(人文科学とコンピュータ), No.83, 143〜158頁, 2009年
- 「歴史GISの地平-景観・環境・地域構造の復原に向けて-，--- 第8章『洲本城下絵図のGIS分析』 ---」	HGIS研究協議会編，勉誠出版, 東京, 2012年3月.

## 研究内容
- 近代移民の移住·定着に関する研究
- 近世絵図に関する研究
- 土地開発と村落に関する研究
- GISを用いた地域分析 (移民, 村落, 開拓, 絵図, フィールドワーク, デジタル画像, GIS(地理情報システム))

研究テーマは、ムラの空間組織・開拓村・北海道移民・近世絵図など、一貫して「村落」の成り立ちや景観変化を対象としていたが、近年はＧＩＳを用いた歴史景観の復原にも取り組んでいる。